# Sedlo pod Smrekovom
Sedlo pod Smrekovom (1 394 m n. m.) je nevýrazné horské sedlo ve Velké Fatře, pod (1 441 m n. m.) vysokým Smrekovem.

## Poloha
Nachází se v jižní části Velké Fatry, v geomorfologickém podcelku Bralná Fatra. Leží v katastrálním území obcí Blatnica (okres Martin) a Mošovce (okres Teplice), jižně pod vrcholem Smrekova. Sedlo odděluje Smrekov od jižněji situovaného pahorku v bočním hřebeni, táhnoucím se od Krížné západním a později severozápadním směrem až po Prostredný grúň (1 037,9 m n. m.). 

## Přístup
Sedlem vede  zeleně značená stezka z Blatnice přes Blatnickou dolinu, která pokračuje přes rozc. Králova studna, pramen do Turecké. Možný přístup je od horského hotelu Kráľova Studňa přes zmíněné nedaleké rozcestí Králova Studna, pramen, kde se křižuje s  červeně značenou magistrálou Cesta hrdinů SNP (směřující ze sedla Malý Šturec na Křížnou),  žlutá značka z Dolního Harmance resp. Blatnice, se zmíněnou  zelenou značkou z Turecké na Smrekov. 